# David Kaffinetti
David Kaffinetti é um ator e músico, conhecido pelo seu papel na década de 1970, com base em Londres na banda de rock progressivo Rare Bird e seu desempenho como Viv Savage, no filme This Is Spinal Tap (creditado como David Kaff).
Kaffinetti tem aparecido em vários filmes e programas de televisão durante os anos 90.